# Haverber

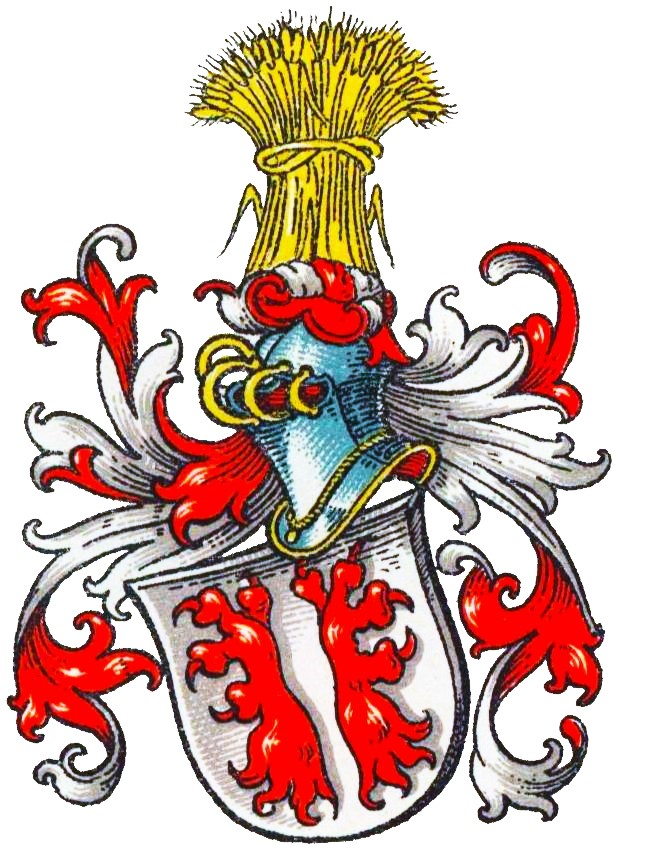
Wappen derer von Haverber im Wappenbuch des Westfälischen Adels

Haverber (auch Haverbeer, Haverbier o. ä.) ist der Name eines erloschenen westfälisch-niedersächsischen Adelsgeschlechts.

## Geschichte
Das Geschlecht das im Fürstentum Lüneburg, in der Grafschaft Hoya und im Hochstift Minden begütert war, stellte Ministerialen des Hochstifts Minden. Zu den besessenen Lehngütern gehörte u. a. auch Burg Bierde nahe Bierde in Niedersachsen.
Im 15. und 16. Jahrhundert waren zwei Familienmitglieder, Otto Haverber und Heinrich Haverber, Großvögte im Herzogtum Lüneburg.
Die Familie kommt noch laut Max von Spießen noch 1651 vor. Nach Ledebur und Kneschke erlosch das Geschlecht mit dem Tod von Landrat Curt Meinolf von Haverber im Jahr 1666.

## Persönlichkeiten
- Otto Haverber, 1473–1482 Großvogt des Fürstentums Lüneburg[4]
- Heinrich Haverber, 1543 Großvogt des Fürstentums Lüneburg[5]

## Wappen
Blasonierung: In Silber zwei aufgerichtete rote Löwenklauen nebeneinander, die Krallen nach oben und auswärts gerichtet. Auf dem rot-silbern bewulsteten Helm mit rot-silbernen Helmdecken eine goldene Garbe.